# Vicq-sur-Nahon
Vicq-sur-Nahon ist eine Gemeinde mit 681 Einwohnern (Stand: 1. Januar 2022) im französischen Département Indre in der Region Centre-Val de Loire. Sie gehört zum Kanton Valençay im Arrondissement Châteauroux. Die Einwohner werden Vicquois genannt.

## Geographie
Die Gemeinde Vicq-sur-Nahon liegt etwa 31 Kilometer nordnordwestlich von Châteauroux. 
Sie grenzt im Norden und Nordwesten an Veuil, im Norden an Valençay, im Nordosten an Poulaines, im Osten und Südosten an Rouvres-les-Bois, im Süden an Baudres und Langé sowie im Westen an Luçay-le-Mâle.
Im Gemeindegebiet liegt der Flugplatz Vicq-sur-Nahon-Échalier.

## Bevölkerungsentwicklung
| Jahr                      | 1962  | 1968 | 1975 | 1982 | 1990 | 1999 | 2006 | 2013 |
| ------------------------- | ----- | ---- | ---- | ---- | ---- | ---- | ---- | ---- |
| Einwohner                 | 1.058 | 972  | 934  | 898  | 810  | 778  | 765  | 776  |
| Quelle: Cassini und INSEE |       |      |      |      |      |      |      |      |

## Sehenswürdigkeiten

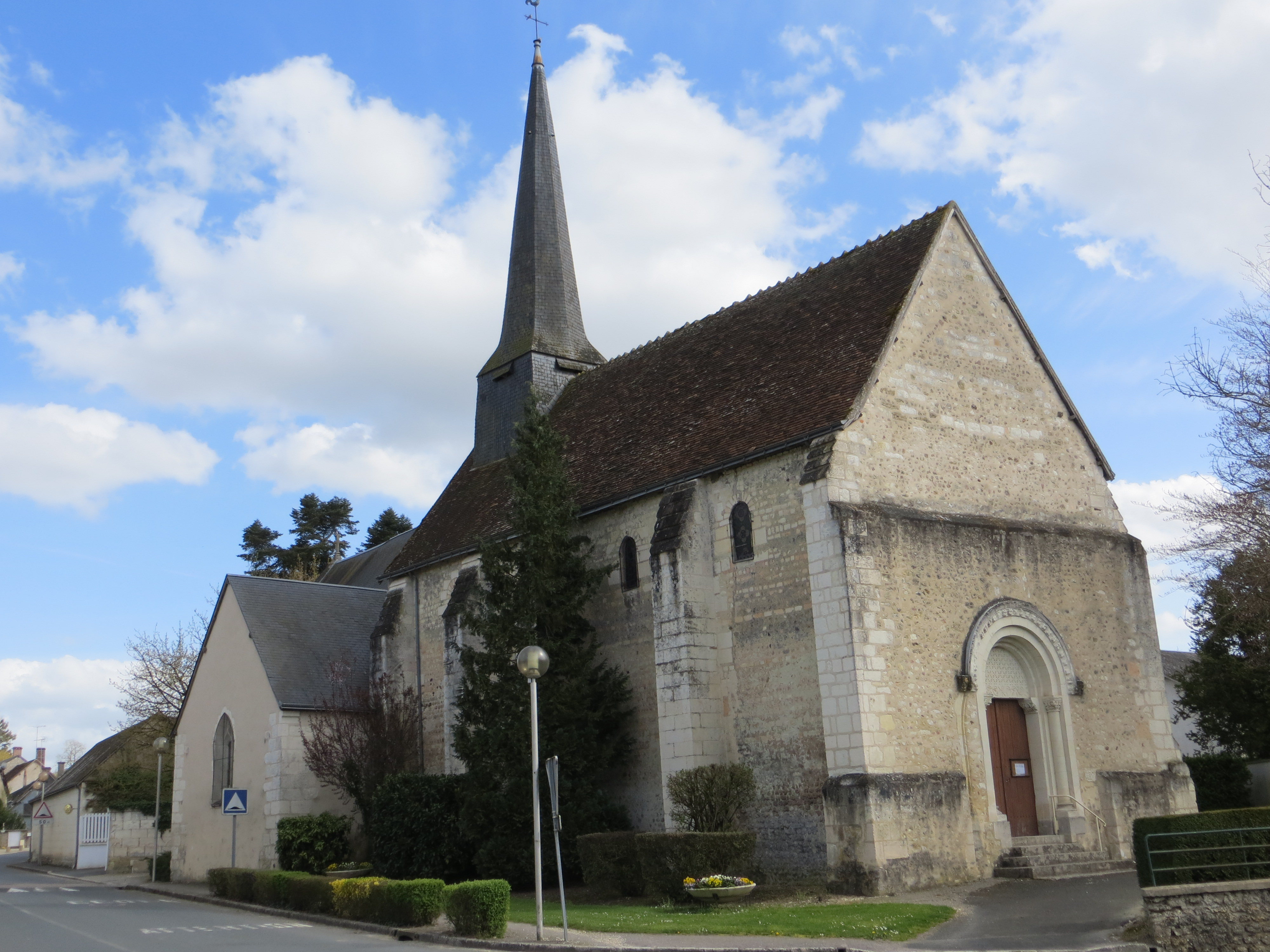
Kirche Saint-Laurent
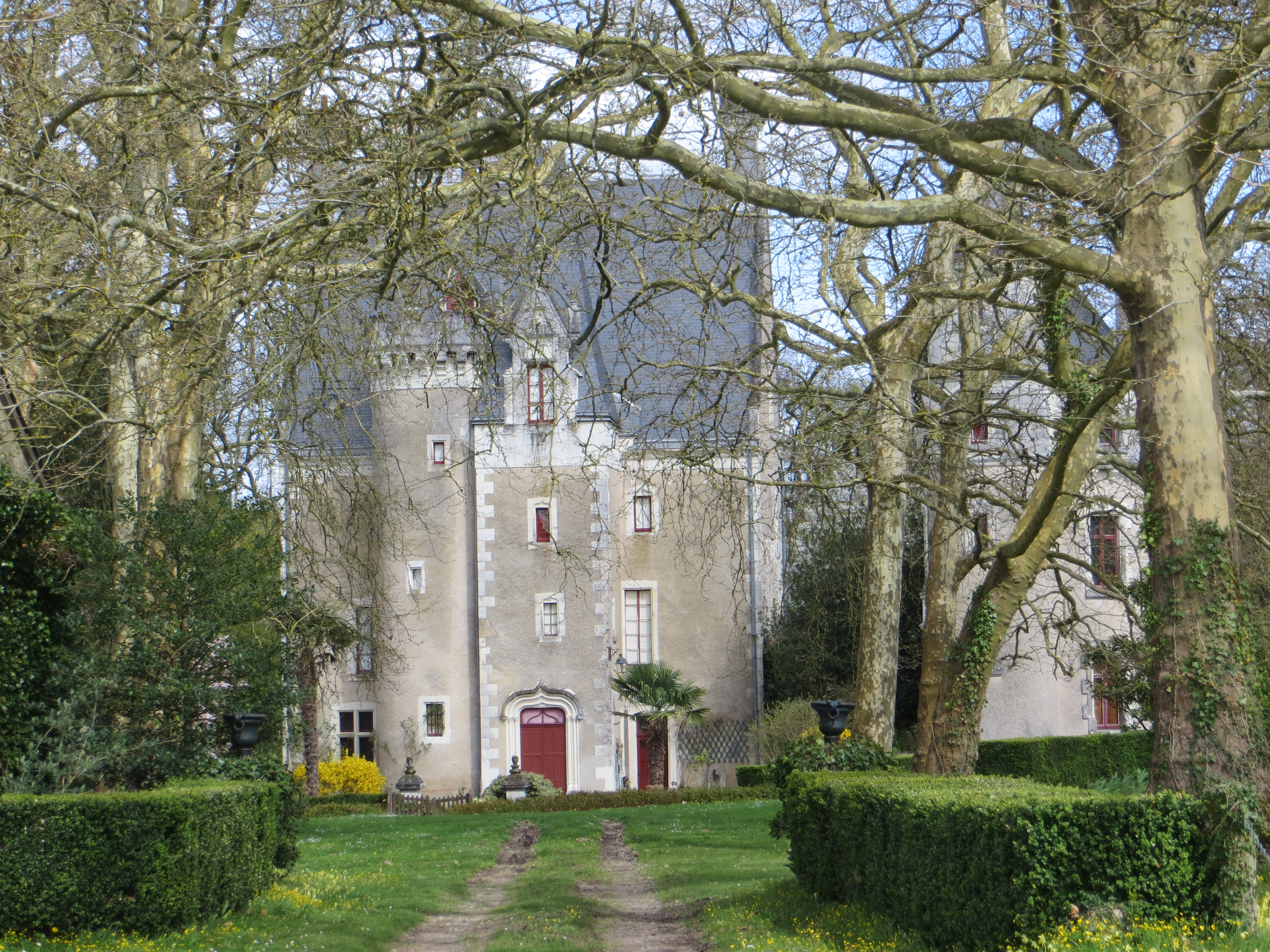
Schloss Coubloust
- Schloss La Moustière

- Kirche Saint-Laurent
- Schloss Coubloust

## Persönlichkeiten
- Charles Beaulieux (1872–1957), Bibliothekar, Romanist und Historiker